# La Reine des neiges : Joyeuses fêtes avec Olaf
Pour plus de détails, voir Fiche technique et Distribution.
La Reine des neiges : Joyeuses fêtes avec Olaf (Olaf's Frozen Adventure) ou La Reine des neiges : L'Aventure givrée d'Olaf au Québec est un court métrage de Noël d'animation réalisé par Kevin Deters et Stevie Wermers est sorti le 22 novembre 2017, en première partie du film Coco (2017).
Le 2 décembre 2017, les studios Disney annoncent retirer des cinémas américains dès le 8 décembre le court métrage en raison de la longueur totale des deux productions.

## Synopsis
Pour fêter leur tout premier Noël ensemble depuis la réouverture des portes du château, Anna et Elsa décident d'organiser une grande fête dans tout le royaume d'Arendelle. Mais lorsque les invités rentrent chacun chez eux afin de fêter Noël à leur manière, les deux sœurs se rendent compte qu'elles n'ont aucune tradition pour cette fête. Olaf, aidé de Sven, va alors parcourir le royaume en quête de coutumes pour leur offrir un Noël inoubliable en partant dans une aventure sans avertir ses proches.

## Fiche technique
- Titre original : Olaf's Frozen Adventure
- Titre français : La Reine des neiges : Joyeuses fêtes avec Olaf
- Réalisation : Kevin Deters et Stevie Wermers
- Scénario : Jac Schaeffer
- Musique : Christophe Beck[3]
  - Chansons : Elyssa Samsel et Kate Anderson
- Production : Roy Conli
- Société de production : Walt Disney Animation Studios
- Société de distribution : Walt Disney Studios Motion Pictures
- Pays de production :  États-Unis
- Langue originale : anglais
- Genre : Animation, aventure, fantasy, comédie et film musical
- Durée : 21 minutes[4]
- Dates de sortie :
  - États-Unis : 27 octobre 2017
  - Mexique : 27 octobre 2017

## Distribution

### Voix originales
- Josh Gad : Olaf, le bonhomme de neige
- Idina Menzel : Elsa, reine d'Arendelle et sœur aînée d'Anna
- Kristen Bell : Anna, princesse d'Arendelle et petite sœur d'Elsa
- Jonathan Groff : Kristoff et son ami le renne Sven
- Chris Williams : Oaken
- John De Lanche : M. Olsen
- Lauri Fraser : Mme Olsen
- Benjamin Deters : jeune garçon de la canne à sucre d'orge
- Eva Bella : Elsa, jeune

### Voix françaises
- Emmanuel Curtil : Olaf
- Anaïs Delva : Elsa
- Emmylou Homs : Anna
- Donald Reignoux : Kristoff / Sven
- Frédéric Desager : Oaken
- Christian Desmet : M. Olsen
- Lévanah Solomon : Elsa enfant
- Oriane Solomon : Anna enfant
- Simon Faliu : petit garçon au sucre d'orge
- Catherine Davenier, Patricia Piazza, Philippe Catoire, Franck Gourlat, François Delaive, Colette Marie, Oriane Solomon, Lévanah Solomon et Elsa Bougerie : voix additionnelles

### Voix québécoises
- Marc Labrèche : Olaf
- Aurélie Morgane : Elsa
- Anaïs Delva : Elsa (chant-extrait de la version française européenne)
- Véronique Claveau : Anna
- Gabriel Lessard : Kristoff
- Frédéric Desager : Oaken
- Hubert Fielden : Monsieur Olsen
- Adam Moussamih : Garçon des cannes de Noël
- Pierre Bédard, Catherine Léveillé, Julie Leblanc, Luc Campeau, Dominique Faure, Philippe Martel, Benoît LeBlanc et Lorraine L'Écuyer : chœurs

 Source et légende : version québécoise (VQ) sur Doublage.qc.ca

## Musique
Il y a quatre nouvelles chansons dans ce court-métrage, composées par Elyssa Samsel et Kate Anderson et intitulées La Saison des fêtes, La Ballade de Flemmingrad, La Fin d'année et Quand nous sommes tous ensemble. La musique originale a été composée par Christophe Beck (déjà compositeur pour le premier film) et Jeff Morrow. La bande originale est sortie le 24 novembre 2017 chez Mercury Records et Walt Disney Records.
| Bande originale française du court-métrage | Bande originale française du court-métrage                 | Bande originale française du court-métrage                    | Bande originale française du court-métrage | Bande originale française du court-métrage | Bande originale française du court-métrage | Bande originale française du court-métrage | Bande originale française du court-métrage | Bande originale française du court-métrage | Bande originale française du court-métrage |
| No                                         | Titre                                                      | Interprètes                                                   | Durée                                      |                                            |                                            |                                            |                                            |                                            |                                            |
| ------------------------------------------ | ---------------------------------------------------------- | ------------------------------------------------------------- | ------------------------------------------ | ------------------------------------------ | ------------------------------------------ | ------------------------------------------ | ------------------------------------------ | ------------------------------------------ | ------------------------------------------ |
| 1.                                         | La Saison des fêtes                                        | Emmanuel Curtil, Emmylou Homs et Anaïs Delva                  | 1:58                                       |                                            |                                            |                                            |                                            |                                            |                                            |
| 2.                                         | La Ballade de Flemmingrad                                  | Donald Reignoux                                               | 0:44                                       |                                            |                                            |                                            |                                            |                                            |                                            |
| 3.                                         | La Saison des fêtes (reprise)                              | Anaïs Delva                                                   | 1:15                                       |                                            |                                            |                                            |                                            |                                            |                                            |
| 4.                                         | La Fin d'année                                             | Emmylou Homs, Emmanuel Curtil et Anaïs Delva                  | 3:02                                       |                                            |                                            |                                            |                                            |                                            |                                            |
| 5.                                         | La Fin d'année (reprise)                                   | Emmanuel Curtil                                               | 0:52                                       |                                            |                                            |                                            |                                            |                                            |                                            |
| 6.                                         | Quand nous sommes tous ensemble                            | Donald Reignoux, Emmylou Homs, Anaïs Delva et Emmanuel Curtil | 2:50                                       |                                            |                                            |                                            |                                            |                                            |                                            |
| 7.                                         | Joyeuses fêtes avec Olaf (score suite)                     | Christophe Beck et Jeff Morrow                                | 4:27                                       |                                            |                                            |                                            |                                            |                                            |                                            |
| 8.                                         | La Ballade de Flemmingrad (version traditionnelle)         | Donald Reignoux                                               | 3:06                                       |                                            |                                            |                                            |                                            |                                            |                                            |
| 9.                                         | La Saison des fêtes (instrumental karaoke mix)             | Elyssa Samsel, Kate Anderson                                  | 1:58                                       |                                            |                                            |                                            |                                            |                                            |                                            |
| 10.                                        | La Fin d'année (instrumental karaoke mix)                  | Elyssa Samsel, Kate Anderson                                  | 3:02                                       |                                            |                                            |                                            |                                            |                                            |                                            |
| 11.                                        | Quand nous sommes tous ensemble (instrumental karaoke mix) | Elyssa Samsel, Kate Anderson                                  | 2:49                                       |                                            |                                            |                                            |                                            |                                            |                                            |
| 26:00                                      |                                                            |                                                               |                                            |                                            |                                            |                                            |                                            |                                            |                                            |